# Reiter-SS
Reiter-SS, ab Sommer 1934 als SS-Reiterstandarten (amtliche Abkürzung SS-RSt.) bezeichnet, war der Name aller zur Zeit des Nationalsozialismus bestehenden berittenen Einheiten der Allgemeinen SS der NSDAP. Mitglieder der Reiter-SS waren an Kriegsverbrechen und dem Holocaust beteiligt. Die Organisation wurde im Rahmen des vom Alliierten Kontrollrat am 10. Oktober 1945 erlassenen Kontrollratsgesetz Nr. 2 verboten und aufgelöst.
Die Mitglieder der Reiter-SS trugen bis Kriegsende (1945) die schwarze SS-Uniform, da sie der Allgemeinen SS angehörten. Ursprünglich trugen sie auf der rechten Kragenpatte ein „R“. Mit der Schaffung des Nationalsozialistischen Reiterkorps (NSRK) wurde der Buchstabe durch das Emblem des NSRK ersetzt, das zwei gekreuzte Lanzen zeigte. Das Abzeichen wurde bei den unteren und mittleren Führerdienstgraden auf dem rechten Kragenspiegel geführt, bei den oberen Führerdienstgraden auf einer Ärmelraute am linken Unterarm.
Die 15. SS-Reiter-Standarte unter Hermann Fegelein wurde auch zur Bewachung des KZ Dachau eingesetzt.
Beim Nürnberger Prozess gegen die Hauptkriegsverbrecher wurde die SS zur verbrecherischen Organisation erklärt, so dass ihre Mitglieder wegen Mitgliedschaft in einer verbrecherischen Organisation gemäß Kontrollratsgesetz Nr. 10 vor einem Militär- oder Okkupationsgericht angeklagt und verurteilt werden konnten, ohne dass darüber hinaus ein individuelles Verbrechen nachgewiesen werden musste. Die Reiter-SS wurde im Sinne des Statuts für den Internationalen Militärgerichtshof davon ausgenommen.

## Unterstellungsverhältnis
Die Reiter-SS war zum einen der Inspektion der SS-Reiterei und zum anderen der Inspektion der SS-Reitschulen unter SS-Brigadeführer Christian Weber unterstellt. Beides waren Dienststellen im SS-Hauptamt. Seit März 1936 war sie zudem offiziell dem NS-Reiterkorps (NSRK) unterstellt, de facto war sie jedoch dessen Einfluss entzogen.

## Geschichte

### Vorgeschichte
Die Geschichte der Reiter-SS beginnt im Februar 1931, als in München aus 25 Mitgliedern des ehemaligen Bund Oberland eine berittene SS-Abteilung aufgestellt wurde. Sie erhielt ihre Pferde über den Reitstallbesitzer Hans Fegelein, auf dessen Reiterhof die ersten regelmäßigen Übungen abgehalten wurden. Hans’ ältester Sohn Hermann Fegelein, der sich zu dieser neuen berittenen Einheit gemeldet hatte, wird im Allgemeinen als treibende Kraft und als Gründer der späteren Reiter-SS angesehen. Ihm stand sein jüngerer Bruder Waldemar Fegelein zur Seite, der sich später ebenfalls zur Reiter-SS meldete. Im Jahr 1937 wurde das Reitergut der Fegeleins bei München zur SS-Hauptreitschule ernannt und diese der „besonderen Verwendung“ Himmlers unterstellt.

### Der Weg der Reiterstürme zur Reiter-SS und organisatorische Zuordnung
Die berittene SS-Abteilung München wurde bis zum Jahr 1932 zu einem SS-Reitersturm ausgebaut und gilt als Basis der Reiter-SS. Als Sondereinheit der Allgemeinen SS wurden die verschiedenen Reiterstürme den im betreffenden SS-Abschnitt angesiedelten SS-Fußstandarten zugeordnet und nach ihnen benannt (z. B. Reitersturm der SS I/10 Zweibrücken/Rheinpfalz).
Größere Bedeutung und einen Mitgliederanstieg erfuhr die Reiter-SS nach der nationalsozialistischen Machtergreifung, als im April 1933 zehn Prozent der Pferdezucht- und Reitervereinigungen Deutschlands in die SS eintraten. Um zu verhindern, dass sich deren Mitglieder den 1929/30 aufgestellten berittenen SA-Einheiten anschlossen, hatte Heinrich Himmler ihnen eine pauschale Übernahme in die SS zusichern müssen. Auch wurden die neuen Mitglieder nicht auf ihre politische Überzeugung hin überprüft. So waren ab diesem Zeitpunkt an in der Reiter-SS vor allem deutsch-national gesinnte Elemente zusammengeschlossen. Eine Tatsache, die auch immer wieder von altgedienten SS-Führern bemängelt wurde. So gehörten vor allem der deutsche Hoch- und Erbadel sowie das gehobene Bürgertum der Reiter-SS an. Bekanntes Mitglied der Reiter-SS war Bernhard zur Lippe-Biesterfeld, der spätere Gemahl der niederländischen Königin Juliana und Vater der ehemaligen Königin Beatrix.
Namhafter Führer innerhalb der Reiter-SS war früh unter anderem der spätere Panzergeneral Hyazinth Graf Strachwitz. Ausgebildet wurde das Führungskorps 1933/34 vom Kavallerie-Offizier Graf Edwin von Rothkirch und Trach, der ebenfalls in Wehrmacht Karriere machte. Als SS-Chefreiterführer agierte zu diesem Zeitpunkt Georg Skowronski, der dann Ende 1934 zu Himmlers Stab gehörte und nicht mehr direkt zur Reiter-SS.

### Gliederung der Reiter-SS und ihr Einsatz im Zweiten Weltkrieg
Die Reiter-SS wurde von einem Oberabschnittsleiter der Allgemeinen SS kontrolliert. Jede Reiterstandarte der SS wies mindestens fünf Stürme auf und beinhaltete in der Regel auch eine Sanitätsstaffel sowie ein Trompeterkorps. Die SS-Oberabschnitte waren das oberste Führungsorgan der Reiter-SS. Gehörten mehrere Reiterstandarten einem SS-Oberabschnitt an, wurde aus diesen ein SS-Reiterabschnitt gebildet. Doch letztendlich war die Reiter-SS nicht in jedem Oberabschnitt der Allgemeinen SS vertreten. Wie alle NS-Kampfverbände war auch die Reiter-SS in Standarten organisiert. Diese bestanden aus drei aktiven Sturmbannen (I–III) und einer Reserveeinheit, dem IV. Sturmbann. Bekanntgeworden als Führer von SS-Reiterstandarten sind Otto Dörne, Josef Fritz, Fritz Jahnke, Helmut Kluck, Bruno Platt und Paul Brantenaar, letzterer für den Großraum Berlin-Brandenburg und der SS-Reiterstandarte 7. Diese SS-Führer hatten zu Beginn niedrige Offiziers-Dienstgrade.
Nach dem 1. September 1939 ging der einstige Einfluss der Reiter-SS zurück. Die Angehörigen der Reiter-SS traten überwiegend ihren Wehrdienst in der Wehrmacht an und wurden dort in den jeweiligen Kavallerieeinheiten eingesetzt. Nur ein sehr kleiner Teil der Reiter-SS kam zur Waffen-SS, wo sie ebenfalls berittene Einheiten bildeten.
Bis zum 9. November 1944 umfasste die Allgemeine SS insgesamt 22 Reiterstandarten, doch bestanden die meisten nach 1940 aufgestellten Einheiten nur auf dem Papier und erreichten meist nicht die von Himmler vorgeschriebene Sollstärke.
| SS-Reiterstandarte | Oberabschnitt | Sitz       |  | SS-Reiterstandarte | Oberabschnitt    | Sitz             |
| 1                  | „Nordost“     | Insterburg |  | 13                 | „Rhein-Westmark“ | Frankfurt (Main) |
| 2                  | „Weichsel“    | Danzig     |  | 14                 | „Südwest“        | Stuttgart        |
| 3                  | „Nordost“     | Treuburg   |  | 15                 | „Süd“            | München          |
| 4                  | „Nordsee“     | Hamburg    |  | 16                 | „Elbe“           | Dresden          |
| 5                  | „Ostsee“      | Stettin    |  | 17                 | „Main“           | Regensburg       |
| 6                  | „West“        | Düsseldorf |  | 18                 | „Donau“          | Wien             |
| 7                  | „Spree“       | Berlin     |  | 19                 | „Weichsel“       | (ohne Nennung)   |
| 8                  | „West“        | Pelkum     |  | 20                 | „Nordost“        | Tilsit           |
| 9                  | „Nordsee“     | Bremen     |  | 21                 | „Mitte“          | Hannover         |
| 10                 | „Fulda-Werra“ | Arolsen    |  | 22                 | „Warthe“         | Posen            |
| 11                 | „Südost“      | Breslau    |  | „Totenkopf“        | „Süd“            | München          |
| 12                 | „Ostsee“      | Schwerin   |  |                    |                  |                  |

### Reiter-SS und die Totenkopfverbände
Während die Reiterabschnitte der Reiter-SS einem Oberabschnittsleiter unterstellt waren, bildete der SS-Reiterabschnitt V eine Besonderheit. Dieser wurde de jure am 1. April 1935 aufgestellt, nahm aber de facto erst am 31. Oktober 1936 seinen Betrieb auf. Abschnittsleiter war der damalige SS-Hauptsturmführer Hermann Fegelein, der seinen Abschnitt innerhalb der Allgemeinen SS autonom führte. Die organisatorische Zuordnung des Reiterabschnitt V zum SS-Oberabschnitt „Süd“ war nur formal. Seine besondere Rolle innerhalb der Reiter-SS erhielt der Reiterabschnitt dadurch, dass sich in seinem damaligen Bereich nicht nur die Reiterstandarten 15 und 17 befanden, sondern auch das Konzentrationslager Dachau lag. So übernahm die Reiterstandarte 15 unter dem Kommando von Hermann Fegelein die Außenbewachung dieses Konzentrationslagers. Ohne ihnen rechtlich anzugehören, trugen ihre Angehörigen zu diesem Zweck die Uniformen der SS-Wachverbände; aus Letzteren gingen später die SS-Totenkopfverbände hervor. Theodor Eicke, der Führer der Totenkopfverbände, hatte verfügt, dass die Angehörigen der Wach- bzw. Totenkopfverbände sowie der ihnen von der Allgemeinen SS abgeordneten Reiterstandarten in der Öffentlichkeit, im Straßendienst und im KZ-Außendienst einheitliche Uniformen zu tragen hätten.
Im Jahr 1939 wurde aus Teilen der Reiterstandarten 15 und 17 die SS-Reiterstandarte „Totenkopf“ gebildet, welche offiziell in die SS-Totenkopfverbände eingegliedert und 1940 wiederum in die neuen SS-Kavallerie-Regimenter 1 und 2 aufgeteilt wurde. Diese waren unmittelbar dem Kommandostab Reichsführer SS unterstellt und Teil der Waffen-SS. Später wurden sie in der SS-Kavallerie-Brigade zusammengefasst, die dann zur 8. SS-Kavallerie-Division „Florian Geyer“ erweitert wurde.

### Status der Reiter-SS nach dem Zweiten Weltkrieg
Nach dem Ende des Zweiten Weltkrieges wurden alle NS-Kampforganisationen aufgrund zahlreich begangener Verbrechen international angeklagt. So wurden auch Angehörige der Reiter-SS aufgrund ihrer Zugehörigkeit zur Gesamt-SS vor Gericht gestellt. Doch wurde die Reiter-SS 1946 von einer Verurteilung zur verbrecherischen Organisation ausgenommen. Sie galt vielmehr als „elitärer Reiterverein“ innerhalb der SS. Die Reiter-SS wurde also nicht verurteilt, obgleich ihre Angehörigen, sofern sie innerhalb der Waffen-SS eingesetzt wurden, in zahlreiche Kriegsverbrechen verstrickt waren.

### Zeitgenössische Literatur
- Dienstaltersliste der Schutzstaffel der NSDAP, Stand vom 1. Oktober 1934, Hrsg. Personalabteilung des RF SS, Buchdruckerei Birkner, vorm. Hermes, München 1934, S. 8 ff. Reprint: Priv. Institut für Deutsche Phaleristik und Militärgeschichte, Osnabrück 2016. ISBN 978-3-95868-056-2.
- Deutsche Sankt Georg Sportzeitung. Offizielles Organ des Reichsverbandes für Zucht und Prüfung deutschen Warmbluts, Jg. XXXVI., Nr. 14, Zweites Augustheft 1935, Verlag Sankt Georg GmbH, Berlin 1935.